# Anolissen
Anolissen of anolisachtigen (Dactyloidae) vormen een grote familie van hagedissen die behoren tot de leguaanachtigen (Iguania). De anolissen worden vertegenwoordigd door ongeveer 435 verschillende soorten, het is de op twee na grootste hagedissenfamilie. Alle soorten behoren tot een enkel geslacht; Anolis. De verschillende soorten werden lange tijd tot de familie Polychrotidae gerekend, maar dit wordt beschouwd als verouderd.
Anolissen komen voor in het zuiden van Noord-Amerika tot het centrale deel van Zuid-Amerika. Vooral in de Caraïben is de soortenrijkdom erg groot. Alle soorten leven in tropische, warme en vochtige omgevingen. De meeste soorten zijn bewoners van bomen en struiken, maar er zijn ook anolissen die voornamelijk op de bodem te vinden zijn. Anolissen eten grote hoeveelheden insecten en andere ongewervelde dieren en zijn zelf een bron van voedsel voor hogere roofdieren die hagedissen eten, zoals slangen en vogels. Van veel soorten is bekend dat ze ook vruchten eten of nectar uit bloemen likken.
Anolissen hebben kenmerken die vooral bekend zijn bij andere families van hagedissen. Kameleons bijvoorbeeld kunnen snel van kleur veranderen en de familie gekko's zijn bekend door de bekende hechtkussentjes onder hun poten. Agamen hebben een eenvoudige vorm van communicatie ontwikkeld door met de kop te knikken. De anolissen hebben deze eigenschappen allemaal; ze kunnen snel van kleur veranderen, hebben hechtkussentjes en kennen een vorm van communicatie. Ze hebben zich zelfs gespecialiseerd door gebruik te maken van een vaak bont gekleurde keelwam.
Mannetjes zijn territoriaal en vechten fel om een vrouwtje. Ook de paring lijkt op een gevecht omdat het mannetje zijn partner met de bek vasthoudt. Anolissen zijn eierleggend, per keer worden slechts één à twee eieren afgezet maar veel soorten zetten iedere zoveel weken een legsel af, vrijwel het gehele jaar door.
Anolissen zijn een wat bekendere groep van hagedissen omdat enkele soorten zeer algemeen voorkomen en over de gehele wereld worden geëxporteerd om als exotisch huisdier te worden gehouden. Er is veel bekend over bijvoorbeeld de levenswijze en de voortplanting van deze soorten.

## Naam en indeling

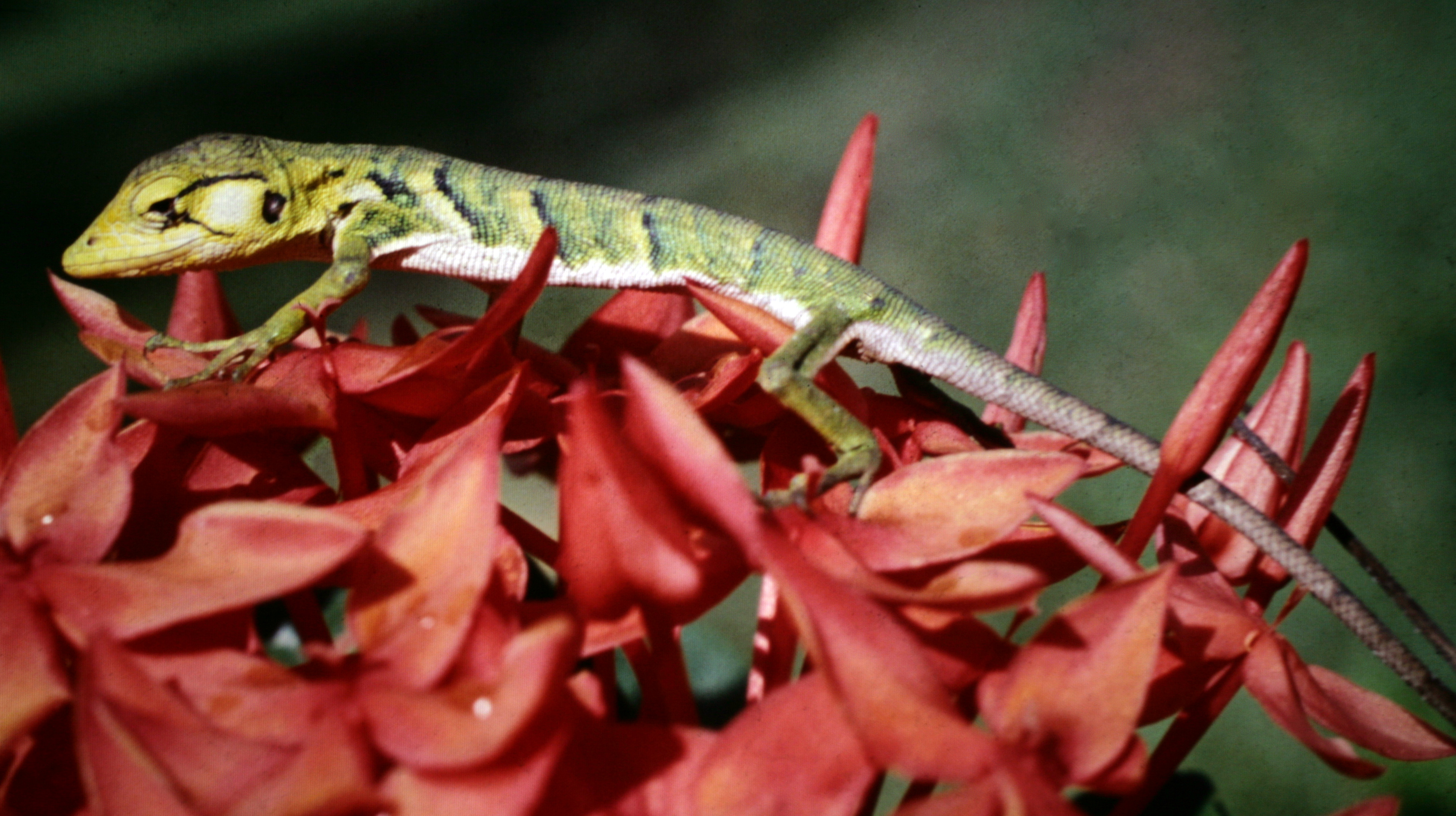
Soorten uit het geslacht Polychrus, hier Polychrus marmoratus, werden vroeger ook tot de anolissen gerekend.

De wetenschappelijke naam van de familie werd voor het eerst voorgesteld door Leopold Fitzinger in 1843. De Nederlandse naam anolis is afkomstig van de geslachtsnaam Anolis, waartoe alle soorten behoren. In andere talen, zoals het Engels, wordt de naam anoles gebruikt. De naam Dactyloidae betekent vingerachtig. De verouderde wetenschappelijke naam Polychrotidae verwijst naar de opmerkelijke kleurvariatie van een groot aantal soorten.

### Indeling binnen de leguaanachtigen
Anolissen behoren net als de leguanen tot de leguaanachtigen (Iguania). Andere groepen die tot de leguaanachtigen behoren zijn de agamen, de kameleons en de basilisken.
Anolissen werden vroeger als deelgroep van de familie leguanen (Iguanidae) gezien en als onderfamilie Polychrotinae geclassificeerd. Later werden ze als aparte familie (Polychrotidae) ingedeeld. In het verleden waren er meerdere geslachten binnen deze familie, maar de meeste hiervan zijn afgesplitst en behoren tegenwoordig tot een andere hagedissenfamilie; de Leiosauridae. De soorten uit het geslacht Leiosaurus werden lange tijd als een aparte onderfamilie binnen de anolissen gezien (Leiosaurinae). Tegenwoordig wordt de groep als een aparte familie geclassificeerd. Alleen de 'echte' anolissen uit het geslacht Anolis worden tegenwoordig tot de Dactyloidae gerekend en de bonte leguanen uit het geslacht Polychrus worden aan de familie Polychrotidae toegekend.

### Indeling binnen de hagedissen
Niet alleen de positie van de anolissen binnen de hagedissen maar ook de indeling van de verschillende soorten is al lange tijd aan verandering onderhevig. 
Het geslacht Anolis is in het verleden opgesplitst in verschillende deelgeslachten, waarvan Norops het bekendste is. Deze splitsing bleek op den duur niet houdbaar en wordt niet meer aanvaard. Het geslacht Anolis is met 435 vertegenwoordigers van alle reptielen het soortenrijkste geslacht.
Zie voor een lijst van alle soorten ook de Lijst van anolissen.

## Uiterlijke kenmerken
De meeste anolissen blijven klein en bereiken een totale lichaamslengte tussen 10 en 25 centimeter. Een beperkt aantal soorten kan echter groter worden en een lengte tot 55 cm bereiken. Vrijwel alle grote soorten komen voor op en rond het eiland Cuba.
Mannetjes zijn meestal van de vrouwtjes te onderscheiden doordat de man iets groter wordt en ook wat grover is gebouwd. Het geslachtsonderscheid is echter niet bij alle anolissen even duidelijk te zien. Bij een aantal soorten wordt het vrouwtje juist groter dan het mannetje, zoals voorkomt bij de soorten Anolis chrysolepis en Anolis bombiceps. Bij veel soorten uit het Caraïbisch gebied is van een koppeltje goed te bepalen wie de man is omdat ze bij deze soorten duidelijk groter worden en in de regel een grotere en bonter gekleurde keelwam hebben evenals een dikkere staartbasis. Bij een aantal soorten hebben mannetjes ook een duidelijke nek- en rugkam, welke bij een vrouwelijk exemplaar van dezelfde soort aanzienlijk minder geprononceerd is. Voorbeelden van dergelijke anolissen zijn Anolis garmani en Anolis cristatellus. Andere verschillen zijn de vergrote schubben achter de cloaca van het mannetje, deze worden de postcloacale schubben genoemd.
Van enkele soorten is bekend dat ze extremiteiten vertonen. Een voorbeeld is Anolis punctatus, die een duidelijke uitstulping aan de voorzijde van de kop heeft. Deze structuur is niet verhoornd maar vlezig en doet denken aan een neus. Bij de soort Anolis proboscis is dit uitsteeksel bij mannetjes zeer sterk verlengd en doet meer denken aan een slurf. Dergelijke aanpassingen vervullen een functie als secundair geslachtskenmerk.

### Huid

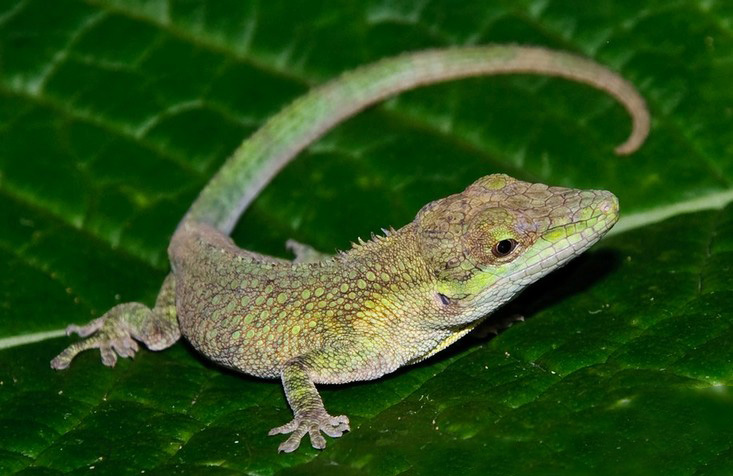
Anolis heterodermus is een van de soorten met grove schubben. De soort is er zelfs naar vernoemd, want hetero-dermus betekent vrij vertaald ongelijke huid.

De meeste anolissen hebben een groene tot bruine basiskleur en kunnen vrij sterk van kleur veranderen, net als hagedissen die behoren tot de familie kameleons. Er is hierbij echter wel wat variatie, sommige soorten zijn meestal groen van kleur en kunnen bij opwinding geheel donkerbruin kleuren. Soorten die een bruine kleur hebben kunnen niet altijd omkleuren naar groen, zoals Sagra's anolis (Anolis sagrei). Bij een aantal soorten komen ook heel bonte kleuren voor, zoals geel, blauw en rood. Een voorbeeld van een dergelijke soort is Anolis bartschi uit Cuba. De buikzijde van vrijwel alle soorten is lichter tot wit van kleur.
Het lichaam is vaak altijd voorzien van een kleurpatroon, de meeste soorten hebben een patroon bestaande uit lichtere of donkere lengtestrepen, zodat ze minder opvallen in de omgeving. Enkele soorten hebben een luipaardtekening bestaande uit donkere, ronde vlekken. Een voorbeeld van een dergelijke tekening komt voor bij de soort Anolis sabanus.
De huid van anolissen is weinig bepantserd in vergelijking met andere hagedissen. Slechts enkele soorten hebben een dikkere beschubbing van de huid, zoals Anolis barbatus. Enkele soorten hebben kleine stekelachtige uitstulpingen op de huid, die het lichaam sterk op een pluk mos of een stuk boomschors doet denken, zoals bij de soort Anolis loysianus. De schubben zijn bij de meeste andere soorten zeer klein en moeilijk zichtbaar, de huid doet denken aan die van gekko's. De huid raakt gemakkelijk beschadigd als een exemplaar wordt opgepakt en zich los probeert te kronkelen. Alleen de grote kop is bij alle anolissen voorzien van dikke hoornplaten.

### Kop
De kop van de meeste soorten is erg driehoekig van de bovenzijde bezien en heeft een spitse snuit. De tanden van anolissen zijn in het kaakbeen gelegen, wat pleurodont wordt genoemd. Dit is een onderscheid met de leguaanachtigen waartoe de anolissen behoren, die een acrodont gebitstype hebben.
Anolissen hebben opvallende ogen die enigszins uitsteken en alle kanten op kunnen worden bewogen. De ogen zijn duidelijk zichtbaar en de zeer beweeglijke oogleden doen enigszins denken aan kameleons. In tegenstelling tot kameleons kunnen anolissen nooit een stereoscopisch beeld vormen, omdat de ogen niet tegelijkertijd op hetzelfde object kunnen worden gericht.
Net als kameleons, waaraan anolissen sterk verwant zijn, komen er een aantal soorten voor met unieke aanpassingen. De soort Anolis capito heeft in vergelijking met andere anolissen een zeer korte kop en doet denken aan een aardleguaan uit de onderfamilie Liolaeminae. Sommige soorten hebben een kam op de rug en de kop, zoals Anolis cristatellus. De soort Anolis barbatus heeft een stekeltjeskam aan de onderzijde van de kop.
Anolissen zijn met name bekend om hun opmerkelijke manier van communiceren. Vrijwel alle anolissen zijn in het bezit van een uitklapbare keelwam, deze structuur wordt ook wel keelvlag genoemd. De eigenlijke wam bestaat uit een uitrekbaar deel van de huid dat felgekleurd is, maar de kleuren worden pas zichtbaar als een botje bestaande uit kraakbeen omlaag wordt gebracht. Met name bij de mannetjes is de keelwam duidelijk zichtbaar, en heeft felle rode tot gele kleuren die pas zichtbaar worden in uitgeklapte toestand.

### Poten
Anolissen hebben altijd relatief lange poten in vergelijking met andere hagedissen. Dit komt door hun vaak boombewonende levenswijze, hagedissen die veel graven hebben altijd korte poten. De poten zijn gespierd en hebben altijd vijf duidelijke tenen. De tenen zijn aan de onderkant voorzien van zogenaamde hechtlamellen, zoals ook voorkomt bij de vertegenwoordigers uit de familie gekko's. Dankzij deze kussentjes kan een anolis zich overal aan hechten en zelfs loodrecht omhoog over glas lopen. Een lamel bevat vele miljoenen zeer kleine, borstelachtige haartjes, die het pootoppervlak en de wrijving zeer sterk vergroten, zodat de hagedis blijft 'plakken'. De haartjes zijn niet vertakt zoals bij de gekko's het geval is. Niet alle anolissen hebben hechtlamellen onder de tenen, bij enkele soorten zijn deze weer verdwenen. Bij de bodembewonende soort Anolis onca bijvoorbeeld ontbreken deze structuren.
Anolissen hebben -op één uitzondering na- nooit femorale poriën; dit zijn klieropeningen aan de onderzijde van de achterpootdijen die geurstoffen afgeven.

### Staart
De staart van anolissen is relatief lang en vervult een functie als balans tijdens het rennen en het springen. De staart heeft altijd dezelfde kleur als het lichaam, en heeft geen felle kleuren zoals bij een aantal andere hagedissen voorkomt, zoals skinken en echte hagedissen. De staart van een aantal soorten kan echter worden gebruikt als grijporgaan, zoals bij de soort Anolis garridoi. Van deze pas in 1996 beschreven soort is waargenomen dat de staart als verankering om een takje wordt gebogen bij het voortbewegen zoals het benaderen van een prooi. Een staart die dient als vijfde 'poot' is vooral bekend van kameleons, maar komt ook voor bij sommige gekko's en echte hagedissen.
| Naam             | LL | TL | SL (%) |
| ---------------- | -- | -- | ------ |
| Anolis gemmosus  | 6  | 23 | 74%    |
| Anolis rejectus  | 14 | 37 | 63%    |
| Anolis equestris | 19 | 55 | 66%    |

Bij de meeste hagedissen is de staart ongeveer even lang als het lichaam maar anolissen hebben een relatief lange staart die vaak minstens zo lang is als het lichaam. In de tabel links wordt de kop-romp ofwel lichaamslengte (LL) weergegeven evenals de totale lengte inclusief staart (TL) en ten slotte de relatieve staartlengte (SL) in procenten van enkele soorten. De relatieve staartlengte is vrijwel altijd groter dan 50 procent.

## Voortplanting en ontwikkeling

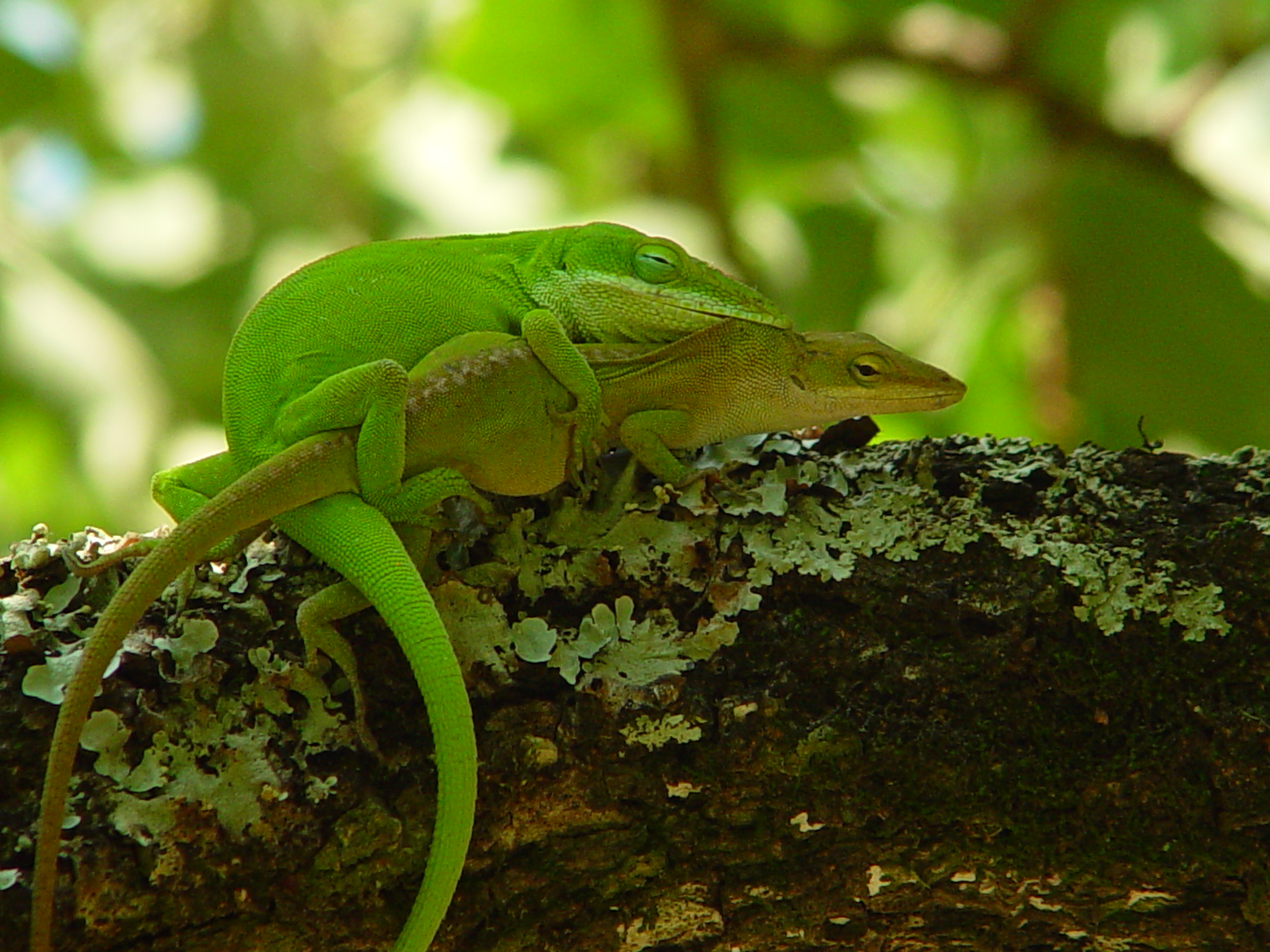
Paring roodkeelanolis (Anolis carolinensis).

Anolissen kunnen in hoge populatiedichtheden leven en zijn soms aan te treffen in groepjes, maar het zijn in principe solitaire dieren die afgezien van de paartijd hun eigen territorium tegen soortgenoten verdedigen. Voornamelijk de mannetjes zijn erg agressief en dulden andere mannetjes niet. Een mannetje verdedigt een eigen territorium en indringers worden bestreden in gevechten. Twee vechtende mannetje imponeren elkaar door het lichaam zijwaarts af te platten, ook wordt op de nek en de voorzijde van de rug een lage kam gevormd die de lichaamsvorm sterk vergroot. De mannetjes draaien om elkaar heen waarbij ze proberen elkaar in de bek te bijten. Vervolgens worden de kaken hevig heen en weer geschud, zodat de rivaal los moet laten. Omdat gevechten meestal op enige hoogte plaatsvinden tuimelt de verliezer vaak naar beneden, maar kan ook weer omhoog klimmen om een nieuw gevecht aan te gaan. Mannetjes kunnen bij dergelijke gevechten verwondingen oplopen.

### Paring
De paring vindt plaats in het voorjaar. De mannetjes zijn vrij opdringerig en de paring heeft soms meer weg van een gevecht door het bijtende mannetje. Het mannetje ankert het vrouwtje met zijn bek door haar in haar nek te bijten. Vervolgens brengt hij een van zijn hemipenissen in. Door de gespleten (hemi betekent 'half') penis kan het mannetje van beide kanten contact maken met de cloaca van het vrouwtje. De hemipenis is voorzien van verschillende stekelige structuren die precies in de geslachtsopening van een vrouwtje passen. Hierdoor wordt het paren met een andere soort bemoeilijkt.
Na de paring vindt de bevruchting plaats, waarbij de eicellen worden bevrucht en worden voorzien van een kalklaagje. De embryonale ontwikkeling vindt altijd buiten het lichaam van het moederdier in een ei plaats. Er zijn geen soorten die eierlevendbarendheid kennen waarbij de jongen direct uit de moeder ter wereld komen. Een aantal soorten anolissen kan de bevruchting enige tijd uitstellen, zodat de jongen onder meer gunstige omstandigheden geboren worden. Het sperma van het mannetje wordt hiertoe opgeslagen in een kleine plooi dicht bij de vagina van het vrouwtje. Van de roodkeelanolis (Anolis carolinensis) is bekend dat het vrouwtje het sperma tot zeven maanden kan opslaan.

### Ei
Het vrouwtje zet per keer 1 tot 2 eitjes af en begraaft deze meestal in een ondiep kuiltje in de bodem. Bij een aantal soorten is bekend dat de eieren tegen bijvoorbeeld bladeren worden gekleefd zoals beschreven is bij de grottenanolis (Anolis lucius). Andere soorten, zoals Anolis bartschi, klemmen hun eieren in spleten tussen stenen. Van de soort Anolis valencienni is bekend dat de eieren van meerdere vrouwtjes gezamenlijk in een boomholte kunnen worden afgezet, waarbij legsels op een hoogte tot zes meter boven de bodem zijn aangetroffen.
De incubatietijd is afhankelijk van de soort, en varieert tussen enkele weken tot maanden. Als de juvenielen uit het ei kruipen staan ze er alleen voor en moeten ze oppassen voor de ouderdieren. Anolissen zijn zeer kannibalistisch en eten als ze de kans krijgen hun eigen jongen.

## Voedsel

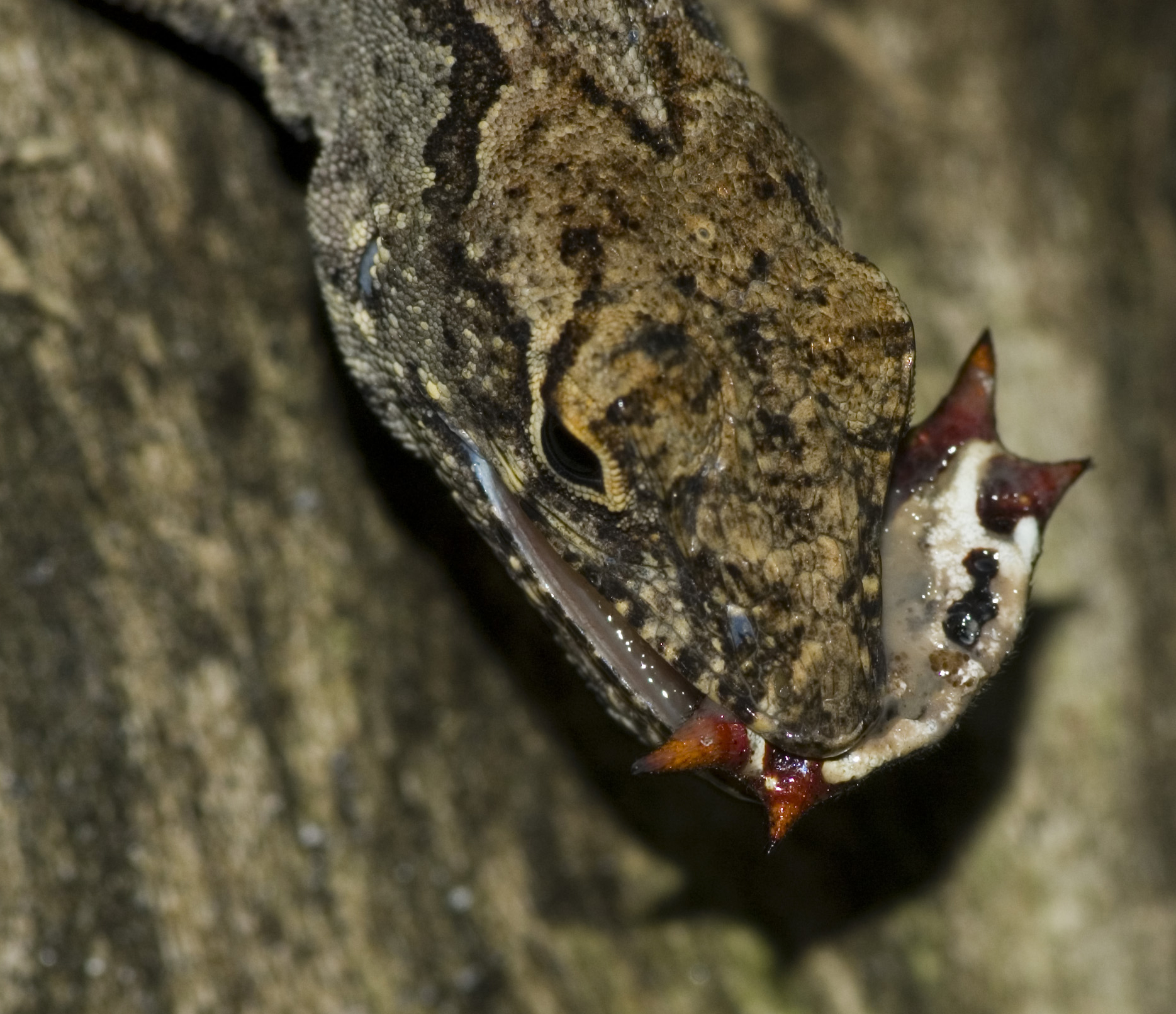
Sagra's anolissen hebben een voorkeur voor spinnen, hier met een buitgemaakte Gasteracantha cancriformis

Anolissen leven vrijwel uitsluitend van kleine ongewervelde dieren. Op het menu staan voornamelijk kleine insecten zoals vliegen, sprinkhanen en vlinders. Anolissen zijn erg vraatzuchtig en als ze in gebieden terechtkomen waar ze eigenlijk niet thuishoren kunnen ze zoveel insecten eten dat er voor andere insecteneters te weinig overblijft. Om die reden worden anolissen op Hawaï als plaag gezien.
Van sommige soorten is bekend dat ze een voorkeur hebben voor andere prooidieren, zoals spinnen. Van Sagra's anolis (Anolis sagrei) is bekend dat ze een grote voorkeur hebben voor spinnen, zodat andere arachivore (spinnenetende) dieren er onder lijden.
Van de bruine anolis is bekend dat als de soort minder algemeen is, de schade van plantenetende insecten groter is. Van dezelfde soort is echter ook bekend dat andere anolissen worden verdrongen als deze soort wordt geïntroduceerd.
Van een aantal soorten is beschreven dat ze ook plantendelen eten, zoals bloemen, vruchten en bessen. Het aandeel plantaardige kost is echter nooit groot, anolissen zijn in de regel meer insecteneters dan planteneters.

## Afbeeldingen: etende anolissen

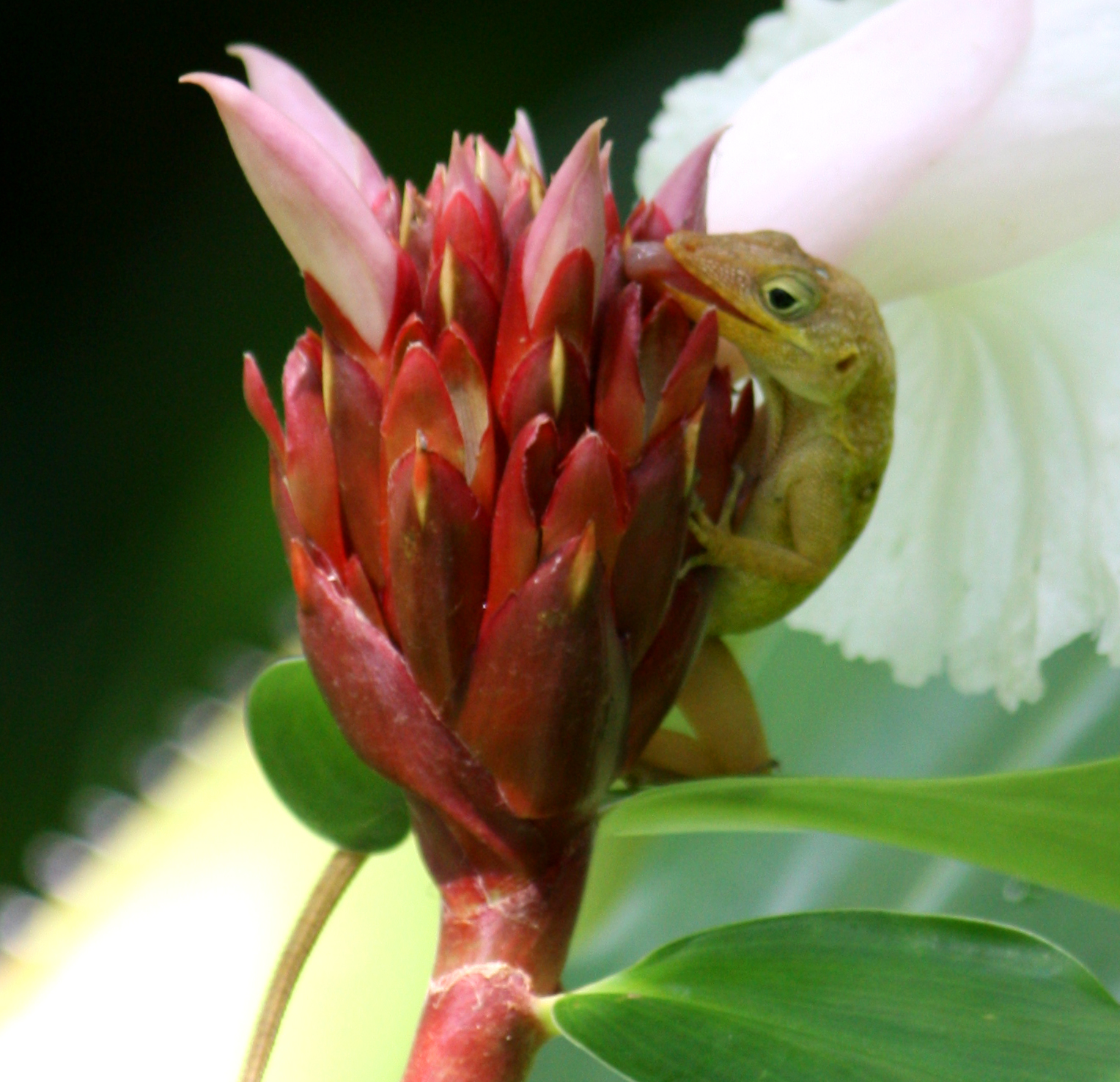
Anolis oculatus likt uit een bloem
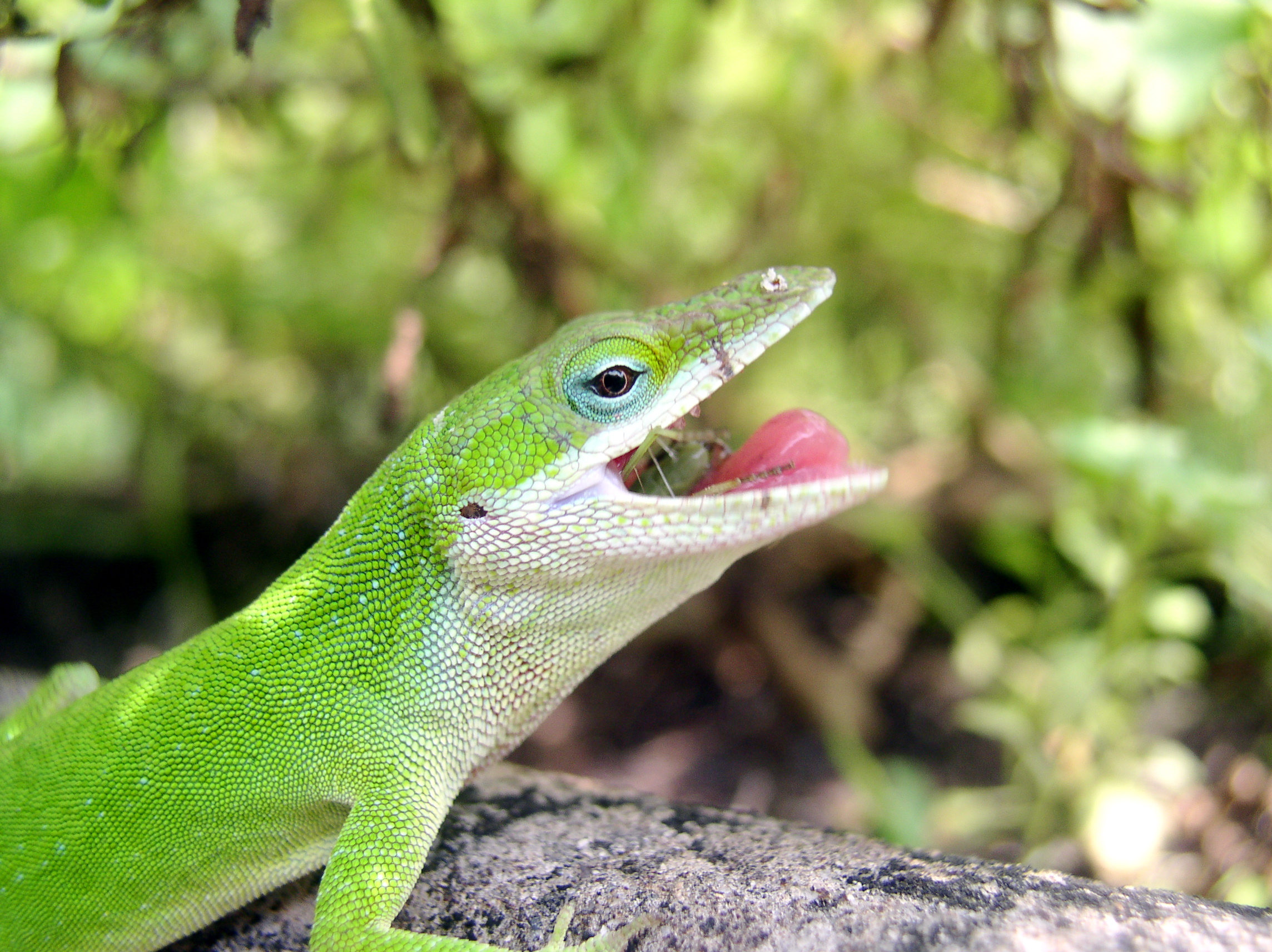
Roodkeelanolis met een buitgemaakte bidsprinkhaan.
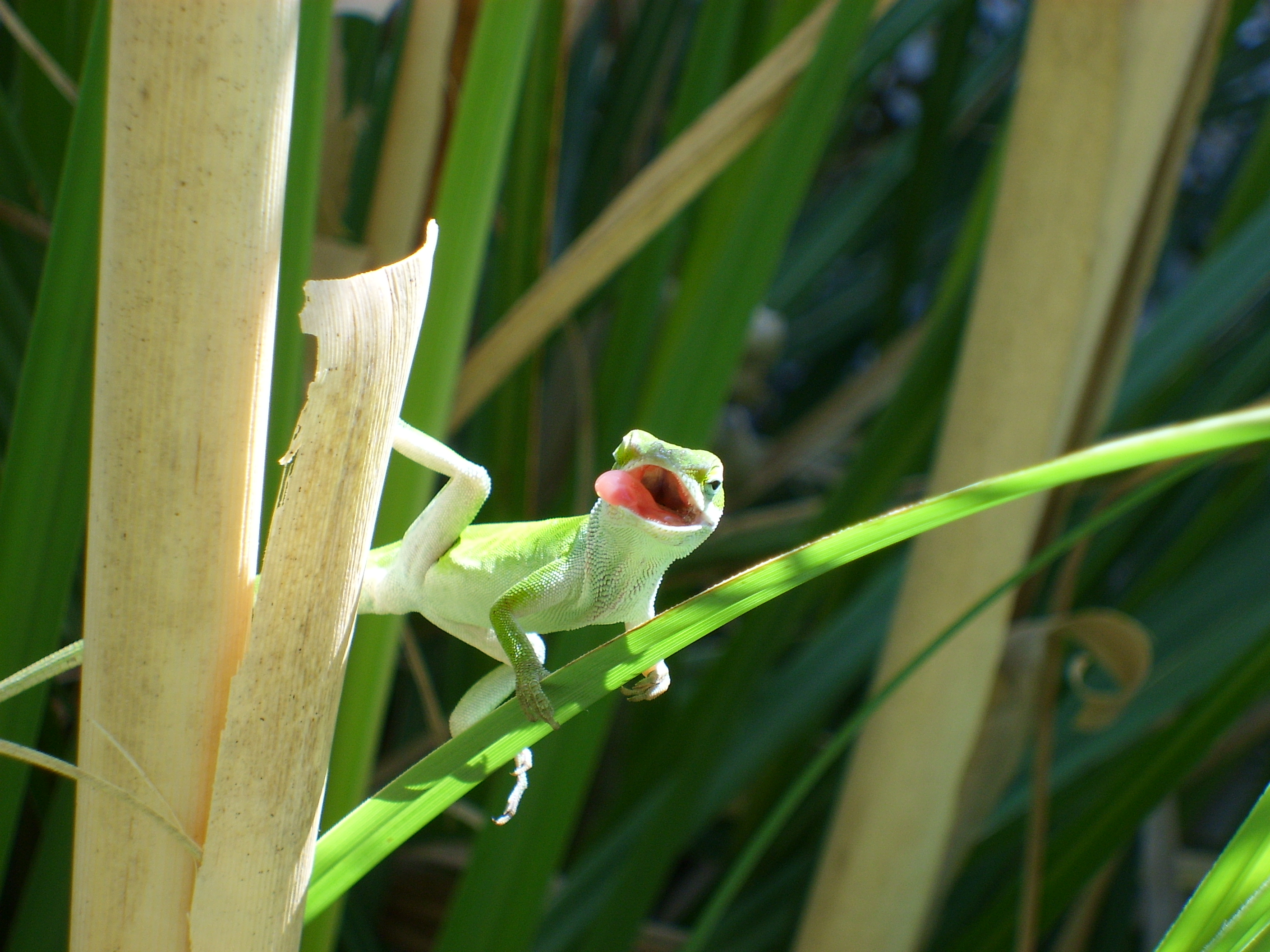
Roodkeelanolis likt zijn bek.
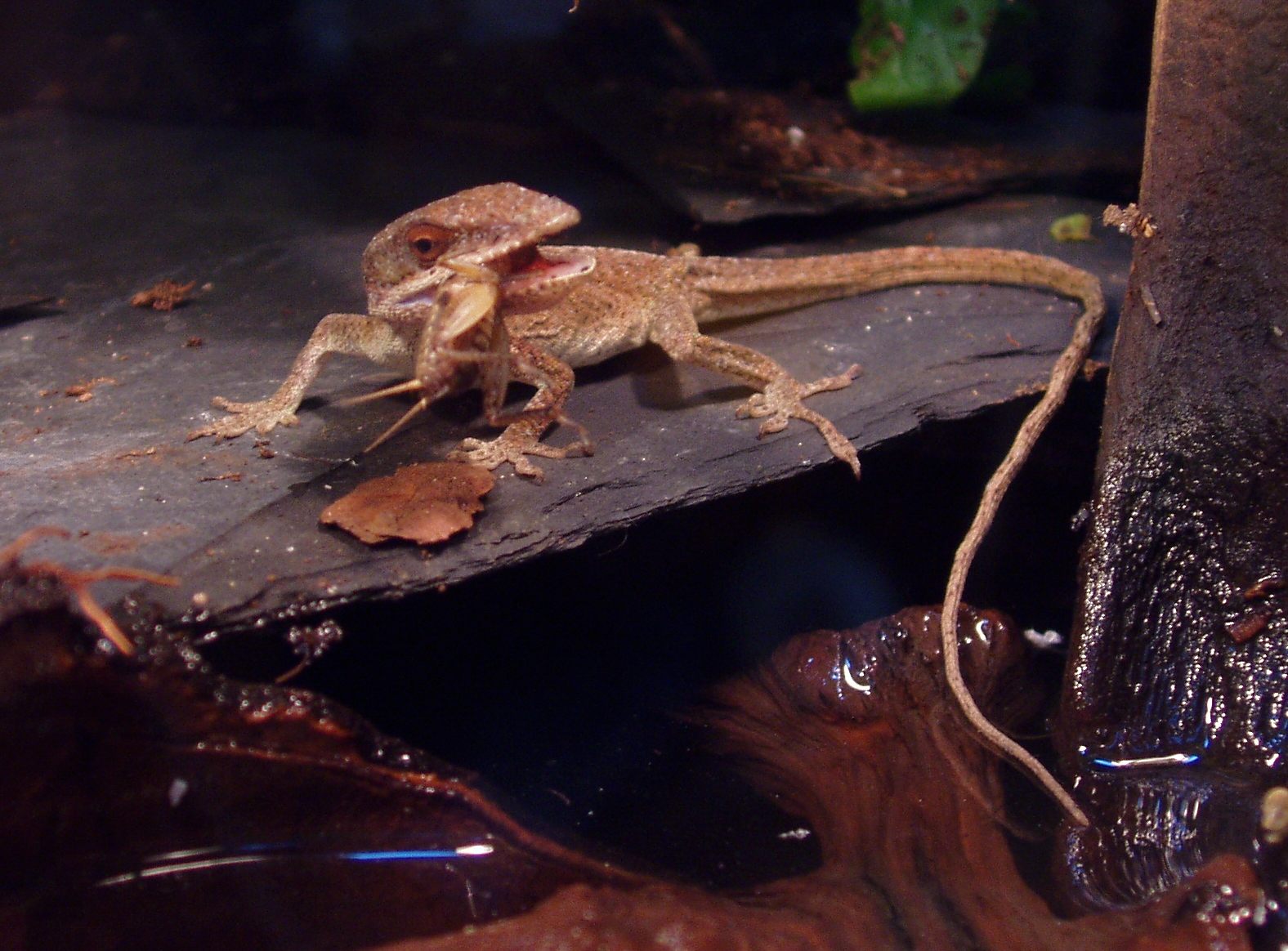
Een anolis eet een krekel.

## Vijanden en verdediging

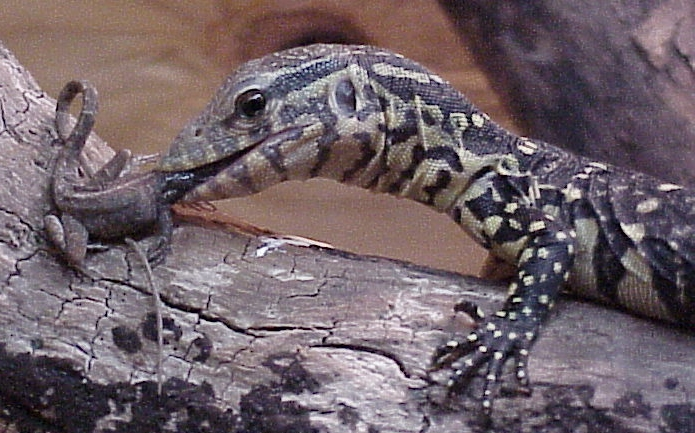
Een jonge nijlvaraan (Varanus niloticus) eet een Sagra's anolis (Anolis sagrei).

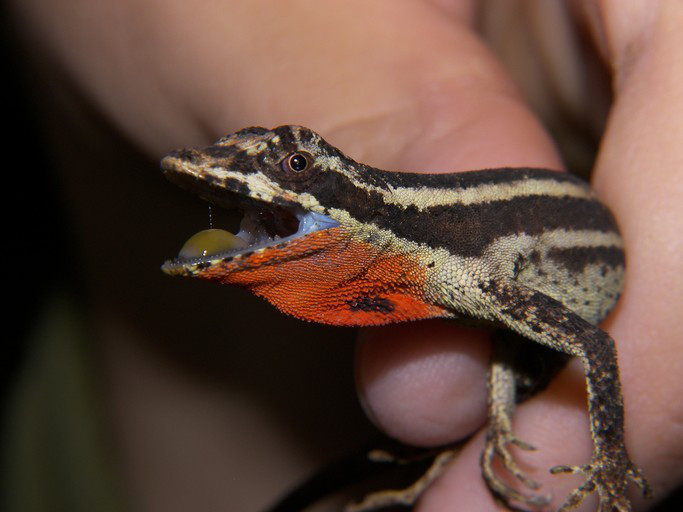
Dreigende Anolis vittigerus met duidelijk zichtbare keelwam en geopende bek met tong.

Anolissen staan midden in de voedselketen en hebben vele vijanden. De belangrijkste vijanden zijn grotere hagedissen, waaronder andere anolissen, slangen en vogels. Ook andere roofdieren zoals grote spinnen en roofvissen eten als ze de kans krijgen een anolis.
Bij bedreiging zal een anolis in eerste instantie proberen te vluchten. Hierbij komt het goede klimvermogen van pas. Een anolis zal razendsnel langs een boomstam of hoge struik klimmen en zich doodstil houden tussen de bladeren. Grotere soorten vertonen vaak dreiggedrag en ook kleinere soorten zullen dreigen als ze in het nauw zitten.

### Dreiggedrag
Het dreiggedrag bestaat uit het openen van de bek en het flashen met de keelwam. Sommige soorten kunnen een nek- en rugkam opzetten die het dier groter doen lijken en dienen om te imponeren. Veel soorten maken luid piepende geluiden als ze worden vastgepakt en andere soorten zullen fel van zich afbijten. Als een anolis wordt beetgepakt bij de staart kan deze loslaten (zie ook onder staart). De meeste soorten kunnen door hun te geringe bijtkracht geen schade toebrengen aan vijanden, maar de grotere soorten, zoals de ridderanolis (Anolis equestris) kunnen door hun grote kop en krachtige kaakspieren gemeen bijten.
Van de soort Anolis cristatellus zijn de mogelijke reacties op een vijand goed bestudeerd. De anolis werd hierbij geconfronteerd met zijn natuurlijke vijand Borikenophis portoricensis, een slang uit de familie toornslangachtigen (Colubridae). Er werden bij verschillende situaties maar liefst dertien verschillende gedragingen waargenomen. Het gedrag bestond uit het knikken met de kop, het flashen met de keelwam, bijten van de vijand, het slaan met de staart, het uitsteken van de tong, het opdrukken van het lichaam, het opblazen van het lichaam, zijwaarts afplatten van het lichaam, doodstil blijven zitten, naar beneden springen, tonen van de zijkant van de kop, het afwerpen van de staart en het tegen de ondergrond drukken van het lichaam.

### Rennen en zwemmen
Soorten die leven in een geëxposeerde omgeving zoals op kale rotsen of langs het oever van oppervlaktewateren, hebben nog een andere manier van vluchten: omdat ze niet snel in een boom kunnen vluchten, zijn dergelijke soorten in staat om op hun achterpoten weg te rennen. Van enkele soorten is bekend dat ze bij bedreiging op hun achterpoten over het wateroppervlak kunnen rennen om te ontkomen. Dit gedrag is ook bekend bij sommige andere hagedissen zoals de basilisken uit het geslacht Basiliscus. Een voorbeeld van een dergelijke soort is de Cubaanse wateranolis (Anolis vermiculatus). Deze anolis kan tevens goed zwemmen en heeft hiertoe een grote kam op de staart, zodat deze efficiënter te gebruiken is als roeispaan. De Cubaanse wateranolis is de enige soort waarbij is waargenomen dat onder natuurlijke omstandigheden kleine vissen worden gegeten die in het water worden buitgemaakt.

### Autotomie
De meeste anolissen kennen caudale autotomie, wat wil zeggen dat ze hun staart kunnen afwerpen. Dit wordt ook wel zelfamputatie genoemd. De staart beslaat het grootste deel van de totale lichaamslengte waardoor een vijand meestal de staart van een vluchtende hagedis grijpt. Als de staart wordt beetgepakt breekt deze af bij een voorgevormde zwakke staartwervel. De spieren rond de wervel trekken na de amputatie direct samen, zodat bloedverlies wordt voorkomen. De staart groeit deels weer aan maar wordt nooit zo lang als het oorspronkelijke deel. Het vermogen tot caudale autotomie is ook bekend van andere hagedissen, zoals de echte hagedissen en de gekko's, maar deze groepen van hagedissen zijn niet verwant aan de anolissen. Bij vertegenwoordigers van families die wel tot de leguaanachtigen behoren zoals de kameleons en de agamen komt deze vorm van zelfamputatie nooit voor.

## Verspreiding en habitat

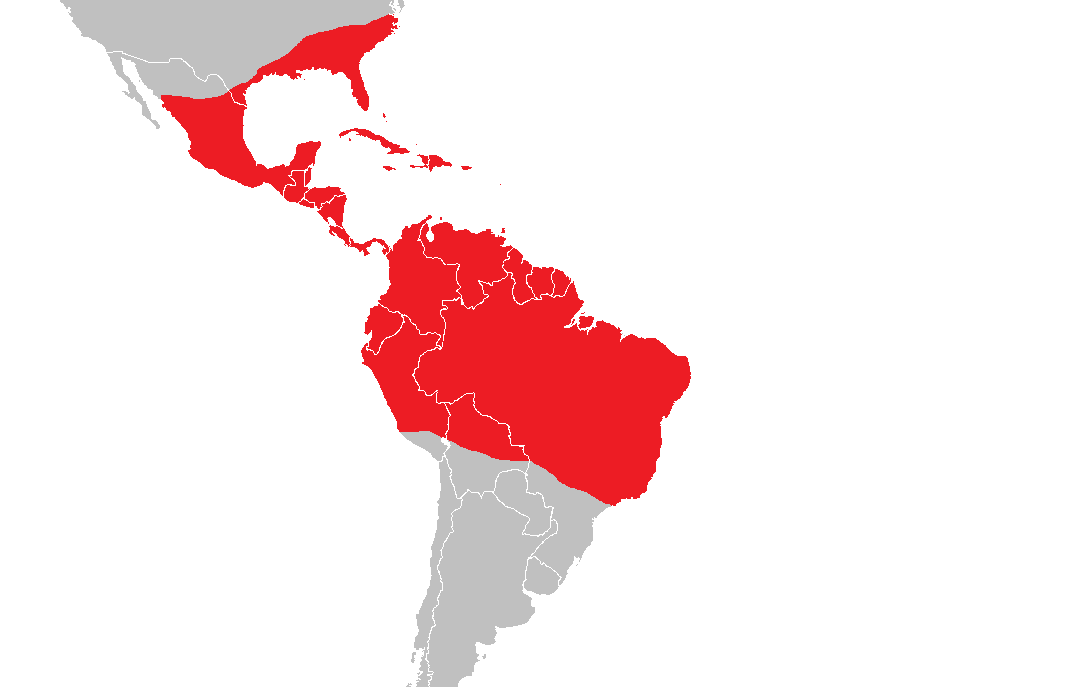
Wereldwijde verspreiding van de anolissen in het rood.

Anolissen komen voor in zuidelijk Noord-Amerika, Zuid- en Midden-Amerika. Anolissen komen voor in de landen Antigua en Barbuda, Argentinië, Bahama's, Barbados, Belize, Bolivia, Brazilië, Chili, Colombia, Costa Rica, Cuba, Dominica- Dominicaanse Republiek, El Salvador, Ecuador, Frans-Guyana, Grenada, Guyana, Guatemala, Haïti, Honduras, Jamaica, Mexico, Nicaragua, Panama, Paraguay, Peru, Saint Kitts en Nevis, Saint Lucia, Saint Vincent en de Grenadines, Suriname, Uruguay, Venezuela en de Verenigde Staten.
De verspreiding van anolissen binnen het Caraïbisch gebied is goed onderzocht. Op grotere eilanden zoals Cuba komen verschillende soorten voor die ieder een eigen niche bezetten. Op de kleinere eilanden echter is vaak maar een enkele soort aanwezig. Anolissen hebben zich op drijvende stukken hout verplaatst en zodra een bepaalde soort zich op een eiland heeft gevestigd vindt een snelle kolonisatie plaats, zodat eventuele andere aangespoelde soorten geen kans meer hebben.
Sommige soorten zijn uitgezet in verschillende werelddelen en eilanden. Een voorbeeld is de ridderanolis (Anolis equestris), die door de mens is verspreid in de Verenigde Staten, meer specifiek in de staat Florida en op Hawaï. Soorten die in andere gebieden zijn uitgezet en zich weten te handhaven worden soms een invasieve soort die het leefgebied van andere soorten overneemt en de oorspronkelijke soorten onder druk zet.
Caribisch Nederland kent ook enkele soorten anolissen zoals de Anolis bimacutatus van Sint Eustatius, Anolis sabanus van Saba en Anolis bonairensis van Bonaire.

### Habitat

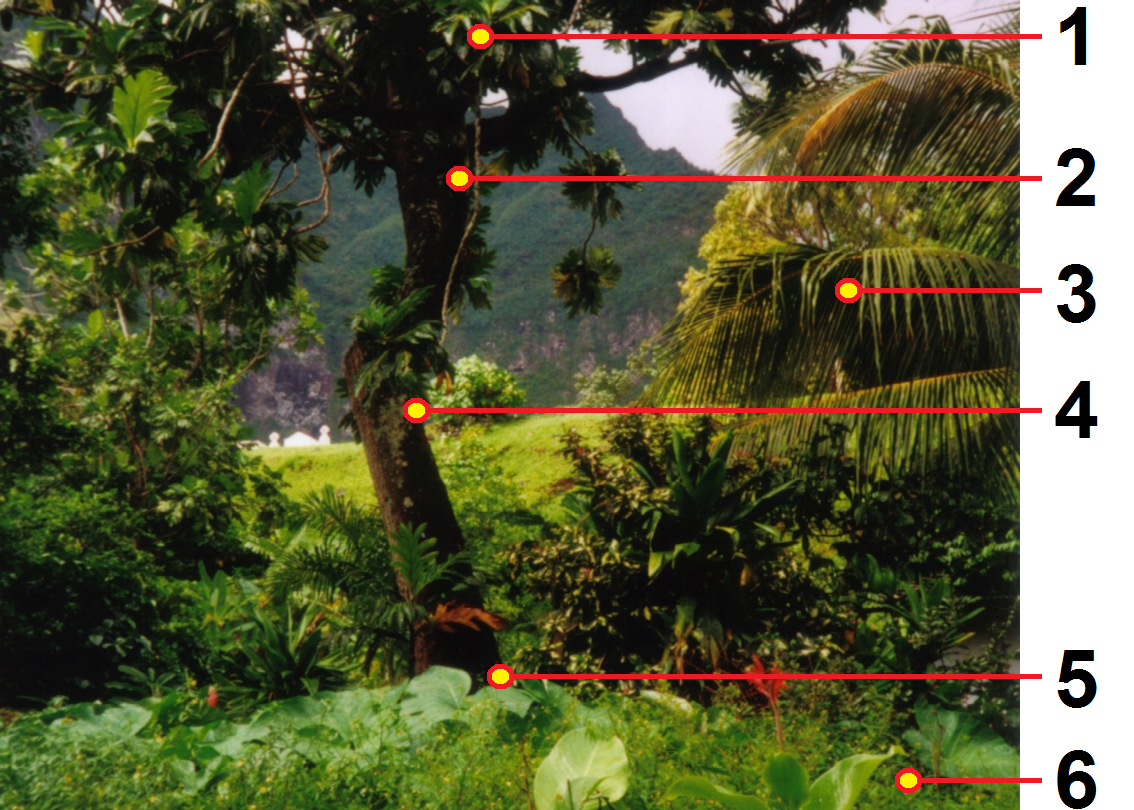
Verschillende micro-habitats van anolissen.

Anolissen zijn in de regel arboreaal; het zijn klimmers die in bomen en hoge struiken leven. Sommige soorten leven echter meer op de bodem en kunnen als terrestrisch worden aangemerkt. Alle anolissen zijn overdag actief maar alleen bij zonnig weer, ze nemen graag een zonnebad. Als het stormt of regent -wat in het natuurlijke verspreidingsgebied geen zeldzaamheid is- verstoppen de dieren zich en ook 's nachts zijn anolissen te vinden in een schuilplaats. Ze schuilen vaak tussen de bladeren, op takken, in boomholtes en in holletjes tussen de wortels of in de grond.
Op de afbeelding rechts zijn de verschillende microhabitats van anolissen aangegeven. Anolissen die in bomen leven worden vaak ingedeeld in drie groepen. Er zijn bewoners van de voet van de boom (5), van de lagere (4) of hogere delen van de stam van de boom (2) en ten slotte is een aantal soorten voornamelijk in het gebladerte van de kruin van de boom (1) te vinden. Sommige soorten leven op de bodem (6) of komen alleen voor in lagere struiken (3). De habitat kan verschillen binnen een soort, van veel soorten is bekend dat de vrouwtjes en juvenielen meer op de bodem te vinden zijn terwijl de mannetjes zich hoger in bomen ophouden. Andere soorten zijn meer aangepast in het leven in struiken en grassen, zoals de soort Anolis auratus die in grasvelden leeft. Ook zijn er bewoners van hogere struiken, zoals Anolis homolechis.
De soorten Anolis argenteolus en de grottenanolis (Anolis lucius) behoren beide tot de weinige rotsbewoners, ze hebben eenzelfde bruingrijze kleur als de ondergrond waarop ze leven en hebben vlekken om zo minder op te vallen. Deze soorten zijn in vergelijking met andere anolissen, die tussen de planten leven, veel meer blootgesteld aan de zon. Het doorzichtige ooglid functioneert als een soort zonnebril omdat de hagedis met gesloten ogen toch kan zien. Deze aanpassing is ook wel bekend van andere hagedissen, zoals de brilhagedis (Scelarcis perspicillata).

### Beschermingsstatus
Door de internationale natuurbeschermingsorganisatie IUCN is aan 115 soorten een beschermingsstatus toegewezen. Aan 55 soorten is de status 'veilig' toegewezen (Least Concern of LC), 25 soorten worden gezien als 'onzeker' (Data Deficient of DD) en negen soorten als 'kwetsbaar' (Vulnerable of VU). Acht soorten worden beschouwd als 'gevoelig' (Near Threatened of NT) en vijftien als 'bedreigd' (Endangered of EN). Drie soorten ten slotte staan te boek als 'ernstig bedreigd' (Critically Endangered of CR).